# روبن ریس
روبن ریس (انگلیسی: Rubén Reyes؛ زادهٔ ۵ ژانویهٔ ۱۹۷۹) بازیکن فوتبال اهل اسپانیا است.
از باشگاه‌هایی که در آن بازی کرده‌است می‌توان به باشگاه فوتبال رایو وایکانو، باشگاه فوتبال رئال اویدو، باشگاه فوتبال آلباسته بالومپیه، باشگاه فوتبال ختافه، و باشگاه فوتبال ویارئال اشاره کرد.